# 艾族
艾族（客家话：【Ngai²ngin²】，蜑家話：ngai），越南官方認定的54個民族之一，由原居於越南北部鄉村使用客家語的𠊎人、使用粵語的客家人、蜑家人、以及使用仡隆語或臨高語的村人、海南島黎人，尚未確定中文名稱的Xuyến人等所組成，在越南被歸屬漢藏語系漢語族，是越南境內不同於華族的少數民族。
由學者河合洋尚、吳云霞等考察，認為艾族是由来自中国广西和广东地区的客家人、疍家人和黎族所构成，主體為客家人。然而除了艾人以及客人外，多數的疍家人以及黎族在1979年中越戰爭期間離開越南，目前越南境內的艾族主要由來自廣西的艾人、客人以及來自廣東的客家人為主組成。
三百年前开始迁入越南。由于“艾”（ngai²）在𠊎話中有第一人称“我”的意思，正寫應該寫作“𠊎”，因電腦顯示字體問題，網絡及一些文獻上採用近音字表示「𠊎」字，可記作𠊎話，亦可記作「涯話」、「崖話」、「哎話」等。因為艾族讲话时“艾”字不离口，使得毗邻而居的人们通称他们为“艾人”。目前人口1649人，被越南政府列為16個最少人少數民族之一。

## 語言文字

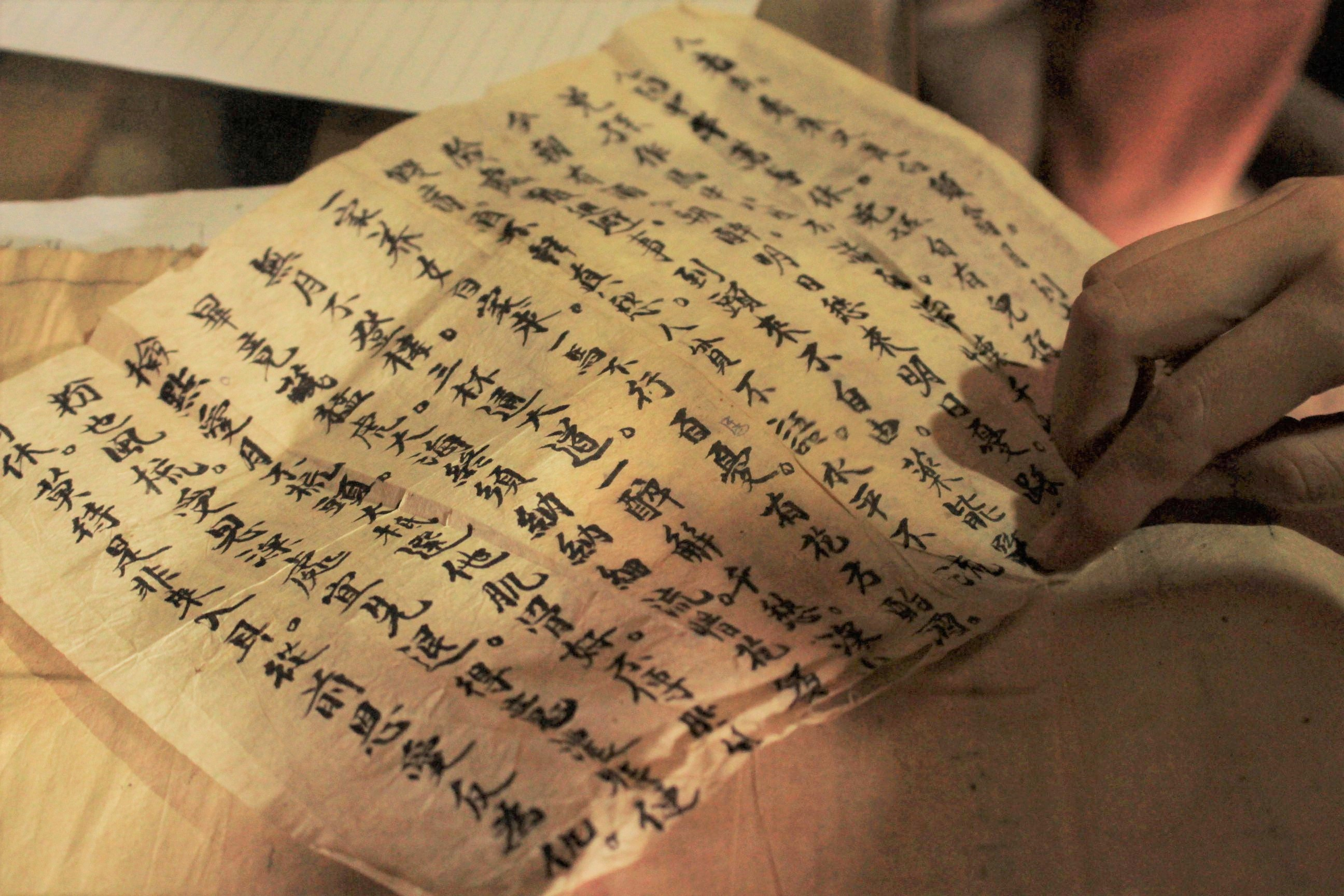
艾族的漢字文學作品

### 𠊎話
艾族中的艾人的母语是客家語下的一支𠊎話，𠊎語當中又可以分為「大種𠊎」以及「細種𠊎」等兩種次方言。大種𠊎主要分布於諒山省以及北𣴓省，而細種𠊎主要分布於[廣寧省]、[北江省]、[太原省]以及南部的[平順省]與[同奈省]。艾族人多通曉廣東話，年輕人則僅通曉越南語，母語保留狀況不樂觀。。越南艾族的𠊎話中的細種𠊎又稱為五垌𠊎（來自那良、那梭、峒中、扶隆、大菉、防城、灘散等地），而大種𠊎稱為流民𠊎（來自惠州、東莞、佛山）。
艾族當中的客人的母語為越南白話，屬於粵語，然而與越南堤岸的粵語不完全相同，又被稱為客話。
艾人村庄孤立在其他民族村庄中，他们出村在外讲当地通用的语言，但进入自己的村庄或家，又讲自己的语言。可见他们有顽强保持自己的语言和传统文化的特性。

### 艾族漢字
艾族擁有本民族文字。艾族與山由族、瑤族一樣，使用漢字書寫艾語，有書面語以及白話口語文字兩種。過去艾族會書寫山歌本、家譜等。但今多數艾族已不再使用漢字，僅道士等神職人員識得。

## 歷史
艾族約在十八世紀末至十九世紀中葉開始進入越南。艾人進入越南主要分為走陸路還有走海路兩個路線，之後主要居住在北越的平原地區還有街市。二十世紀中葉受到戰爭以及排華影響，大量艾人開始往南越遷徙，並且登記為華族、山由族、岱依族等其他民族以求自身安全。

### 陸路路線 黑旗軍以及太平天國

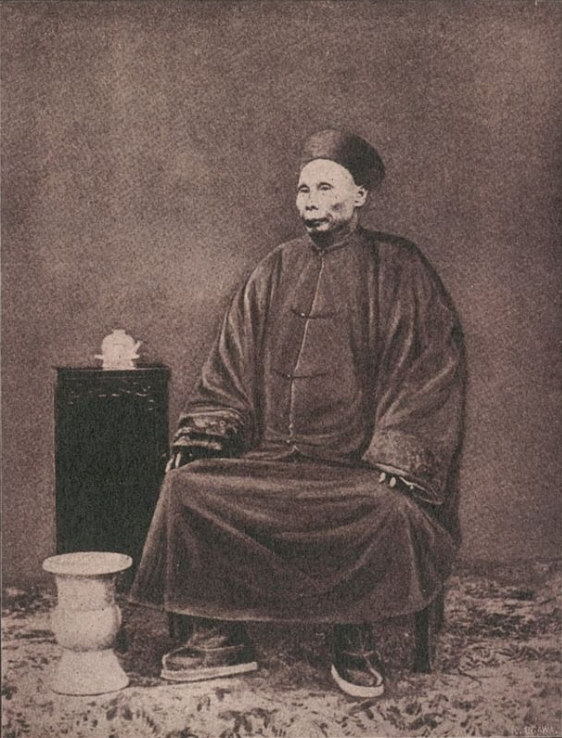
清末客家籍將領劉永福像

十九世紀，劉永福帶了大批的軍民從兩廣進入越南北部。十九世紀中葉，為了躲避太平天國的戰火以及後續軍隊的追擊，落敗的太平軍，以及一般的平民，跨過了國界來到了越南，而在這當中就包括了許多來自廣東東北部一帶的客家移民，如今他們定居在山羅省、安沛省、老街省等地。在接下來的幾百年中，來自廣西的客家人也不斷從山路進入越南，這批走陸路進入越南的艾族現在主要居住在北件省的普通縣還有憑扣，但憑扣地區的居民因為受到1979年中越戰爭的關係，現多隱蔽自己為艾族的身分，改登記為華族。

### 海路路線 清末客家第五次大遷徙

越南太原省的艾人民居

清朝乾隆嘉慶以後，因受到土客械鬥及太平天國事件的影響，由廣東中部的新興、台山等地遷到廣東西部的高州、雷州、欽州、廉州各州，遠的到海南島
。走海線的艾族則是在約十九世紀末從中國廣東廣西沿海移民進入到當時還是受到清廷管轄的海寧省河檜。
中法戰爭之後，越南成為法國保護國，清廷與法國勘定兩國邊境，大量居住在廣寧省的艾族人成為了越南的居民，法國政府也在該地設置了海寧儂族自治區，1920年代部分艾族再次從廣寧省遷徙，抵達今天的北江省以及太原省。

### 遷居南越、美加
1954年北越解放，約20萬的海寧艾族以及被歸類為海寧儂族的艾人從海防搭船遷徙到南越，所以被南方華人稱為海防佬，或是與同樣從北越遷移到南越的廣府人合稱為北華僑。1977年開始中越邊境戰爭前夕，越南北部發生嚴重的排華事件，北件省大量有能力的居民遷移到胡志明市或是回到中國，甚至是遠居到加拿大以及美國，部分經濟條件不被允許或是身體狀況較差的則遷移到太原省的富良縣，仍然還留下在北件生活的居民不多。中越邊境戰爭前後，大量的太原省艾人也跟隨其他艾人遷移到南越或是美加地區。

## 人口分佈
艾族分布在越南多个省份。根据1999年人口普查数据，越南艾族共有4841人，较较集中在太原省、平顺省、同奈省、北𣴓省、宣光省、多乐省、高平省等等。 
根据2009年的人口和住房普查，艾族在越南只有1035多人，分布在越南27个省市。艾族比较集中在太原省（495人，占艾族在越南的47.8％）、平顺省（157人，占艾族在越南的15.2％）、同奈省（53人）、北𣴓省（48人）、宣光省（43人）、多乐省（37人）、高平省（30人）...

2019年越南艾族人口分布

### 北越主要聚落
- 太原省洞喜縣化上社
- 太原省洞喜縣谿模社
- 北件省白通縣普通市鎮
- 北件省銀山縣憑雲社（多已改登記為華族）
- 北江省（多已改登記為華族）
- 廣寧省海河縣（多已改登記為儂族或華族）

### 南越主要聚落
- 同奈省隆慶市
- 同奈省定貫縣
- 同奈省新富縣
- 同奈省壯奔縣
- 平順省北平縣海寧社
- 平福省同帥市新富坊
- 巴地頭頓省富美市社

## 經濟

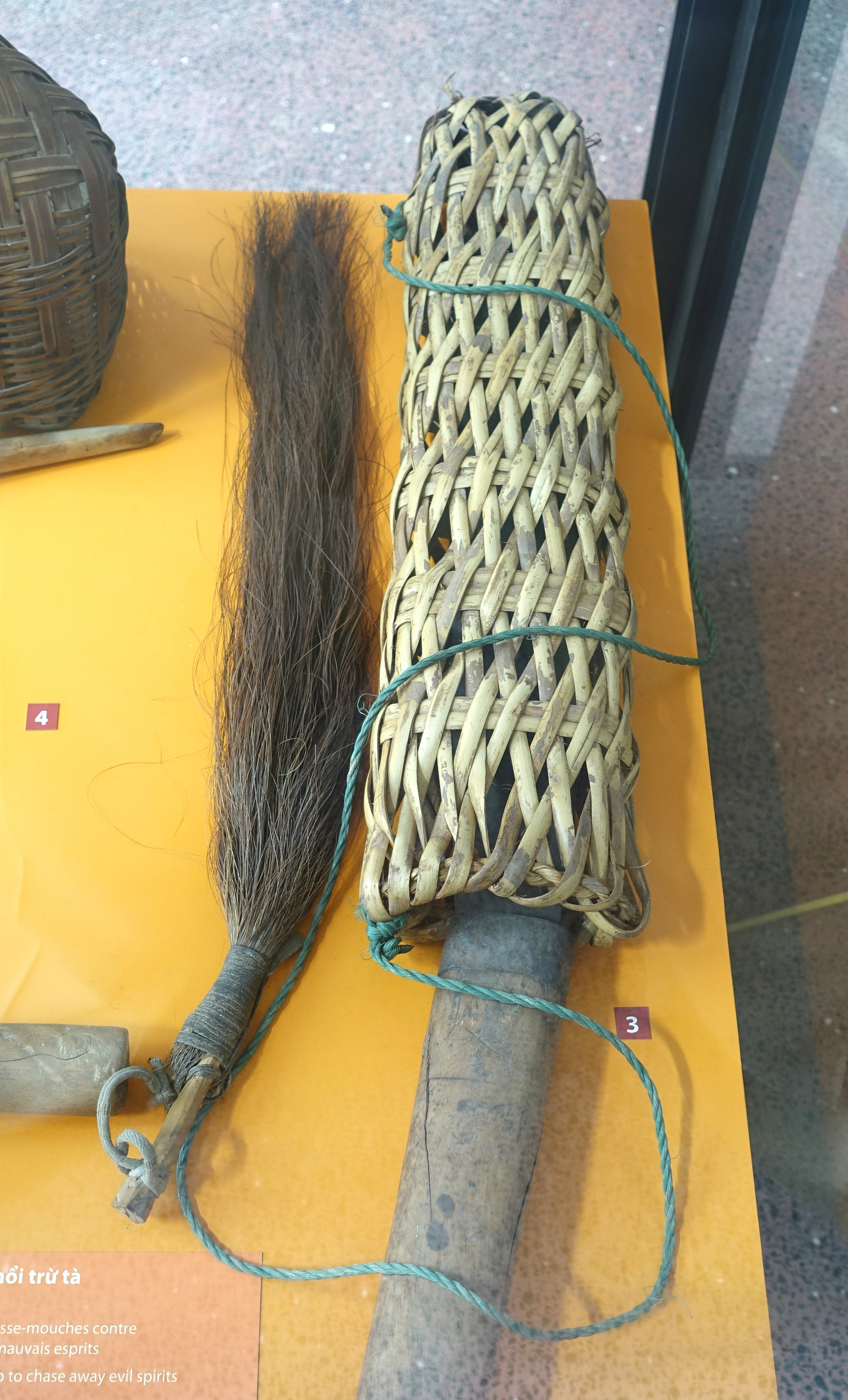
艾族使用的農刀還有鞭子

越南北方的艾族主要居住於近郊的平原或淺山地區，一般較少居住於熱鬧的城市中心。他們與山由族、儂族、岱依族等在淺山地區居住的民族共同建立著互相依存的小型聚落，主要位於交通便利的城市近郊。由於這些居住地區的廣闊，大多數艾族從事農業種植，飼養農耕的牛隻、自家食用的豬隻和雞隻等，並且較少進行對外貿易。然而，也有不少年輕人選擇騎乘摩托車前往鄰近城市打工。
艾族主要以种水稻以及糯米为生。他们除按季节种植各种作物外，也以自然现象为依据，如鸟鸣、花开、树叶的光泽等等来决定开始各种生产劳动。他们还建造运河、水坝、水库、沟渠以灌溉农作物。他也也在沿海地带筑起防沙堤，同时也防海水的浸蚀。主要的手工业有编织、木器、炼铁、烧砖瓦和烧石灰。

## 家庭婚姻
艾族是传统的父系社会，父亲是家中的权威人物。普遍上是两三代人组成的小家庭，四五代同堂的家庭则不多。在家庭里，舅舅的权利仅次于父母。作为娘家一方的代表人物，无论是在家庭里还是宗族中有一定影响的印象力。除此之外，舅舅还拥有为外甥女的孩子取名的特权。
艾族的婚姻一般是女嫁男，少数情况如女方家无儿子承嗣则男方会入赘以继承香火，丈夫会改从娘家姓氏，所生的儿女也会跟随母姓。有时男方家境贫困且兄弟姐妹过多而无钱娶媳妇时也会有入赘的状况。还有一种情况是女方父母年迈、儿子尚年幼时，也会招郎入赘，不过待妻子的弟妹长大成人后,夫妻便可另立门户单独居住。
艾族在以前早婚的现象严重，而且还要举行两次婚礼。第一次叫成婚礼，第二次叫入洞房礼。接新娘的最佳时辰是半夜12时。新娘要戴婚礼帽、穿花裙子。婚后第15天才能工作，衣着和发式也得改变。
女子怀孕后有很多禁忌。媳妇分娩头胎婴儿，婆婆要准备礼品送到媳妇的娘家。产妇忌讳在分娩之后的第31天、第41天、第51天、第61天走出家门。而生头胎的60天之后媳妇才能够回娘家，接下来的生产则是40天。

## 宗教信仰
艾人家家戶戶都設有祖先香案以祭祀祖先，主要信仰為道教，但也受到自然崇拜還有佛教及儒家影響。

### 祖先崇拜

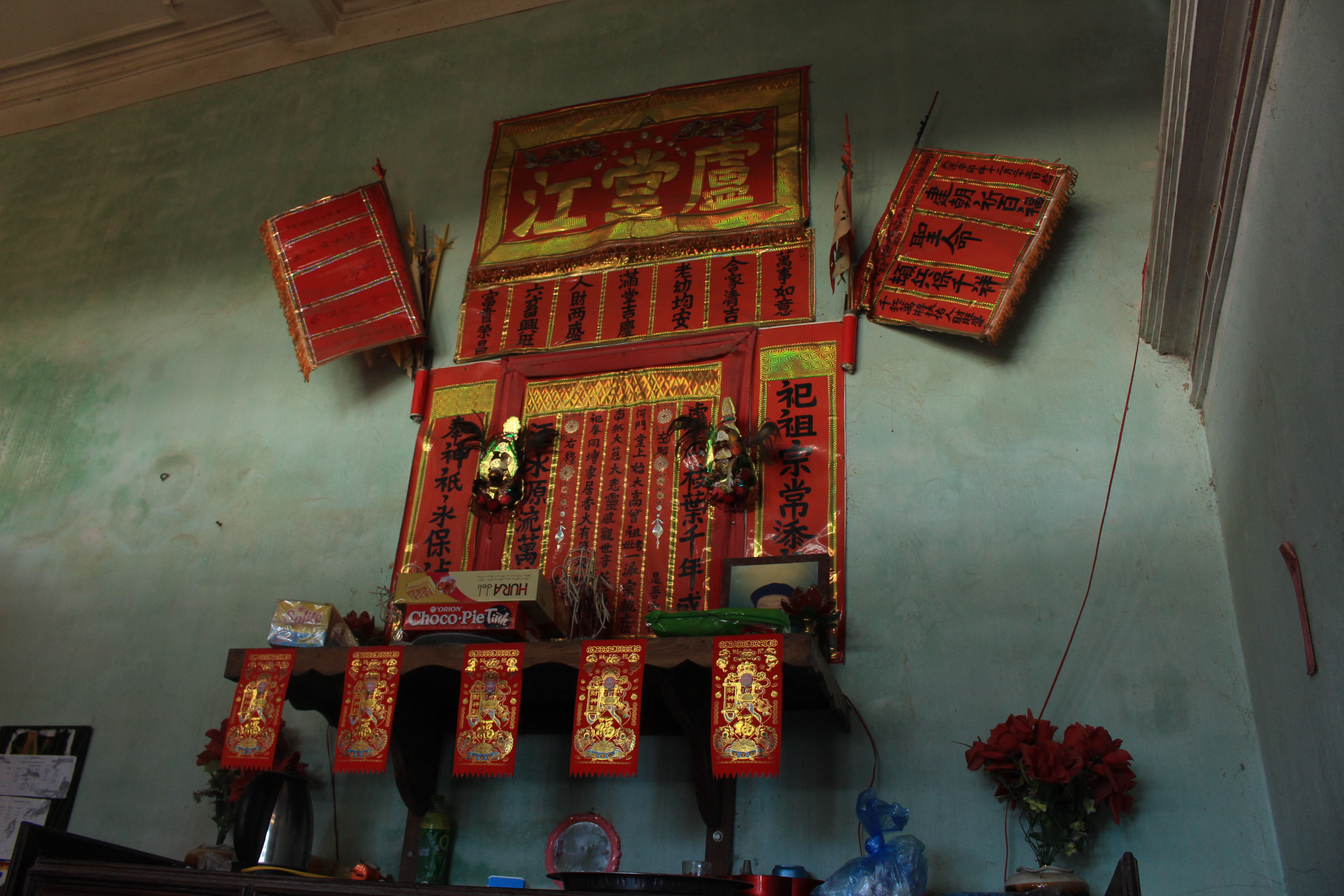
北江省華族艾人祖先神案

在艾人的文化中，祖先崇拜是一種深入人心的信仰，幾乎每個家庭都會有一個祖先神案，而這個神案被擺放在家屋當中最重要的位置上，通常是位於房子正廳對應著大門的位置。稱之為「老大人」。
老大人是艾語當中「長輩」的意思。在家族當中的長輩過世之後，就會成為保佑家族的祖先。艾人的祖先神案會被放置在房子正廳對應著大門的位置，並且在神案依靠的牆面上貼上一張紅紙，代表保佑家庭的家神，這當中除了老大人之外，還包括觀世音菩薩等神祇。而代表老大人的紅紙面前會放置上兩個香爐，一個用來祭拜老大人，另外一個普遍用來祭拜觀世音菩薩。

### 埋葬習俗
艾族族人一旦去世，其灵魂会被认为到另一个世界与先逝的祖先团聚。上年纪的人去世后，家人会在第3周即第21天设灵堂，第5周即第35天，第6周即第42天要供祭。而已出嫁的女儿也要回娘家供祭去世父母。

### 打大幡
打大幡是艾人驅災避難的一種打醮活動，會與附近的華族、山由族共同舉行，在當地社會遭遇較大困境之後，人們為達到驅災避難目的，構建新的希望而舉行的。時間不固定，規模較大，花費較高，一般由幾個村落共同舉辦。打大幡起始階段的主要科目有：啟師、造水、藏魂、收邪、落禁、投壇、奏疏、招兵、宴兵、停更（落更）。

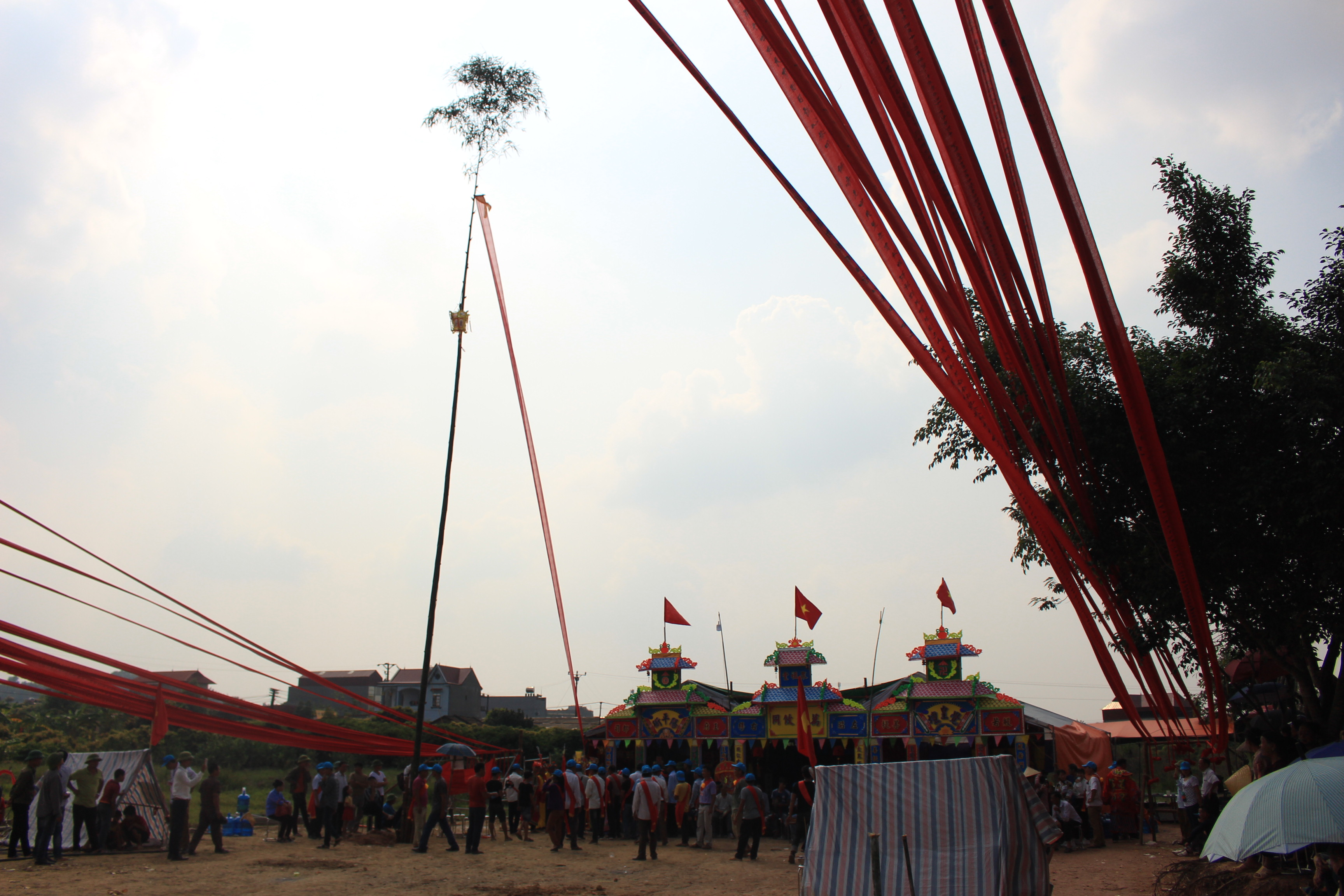
北江省的打大幡會場以及幡旗

- 第一朝，出兵朝。這是正式進入幡場（仙場）的第一天所要做的道場。

- 第二朝，建醮朝。此朝意在發布通告，通知天地各路神仙過來。

- 第三朝，接旨朝。接旨是指道士迎接各路神明進入幡場參加活動，來證明這場功德。

- 第四朝，接竹朝。將大幡竹接回到會場，然後將架刀山的刀山木也接回來。

- 第五朝，請軍朝。人們等著看將軍進行斬豬牛，以及上刀山等科儀。

- 第六朝，普渡朝。意在普渡天下無論男女之願度者。當天居民會將自家的不進者（外出意外身亡的人）的靈魂捧來，求幡師攜靈魂過火煉超度，希望他們能在陰間安好度日，早日超生，來生平安。

- 第七朝，退兵朝。意即將請來的兵兵將將全部送回去，善始總要善終。這是整場大幡的最後一場工作。

## 民居與建築

太原艾族民居當中的土地龍神

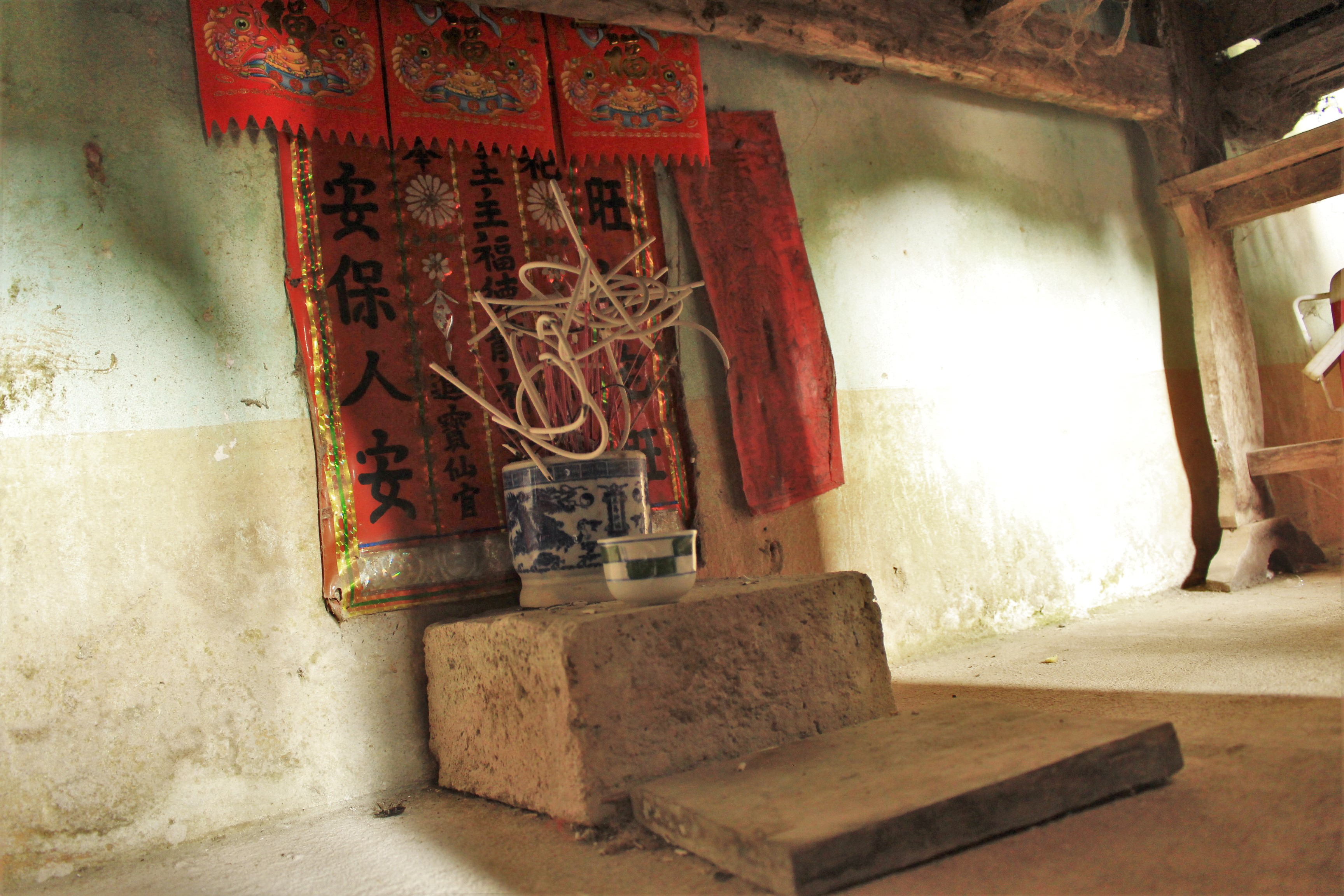
北江省艾人住宅中的龍神

### 選址
艾人一般由兩三個到多個姓氏共組一個聚落，鮮少由單一姓氏構成一個聚落。大多數的艾人的聚落位在城市周邊的近郊地區。。
對於艾人來說，儘管居住在城市當中提供了更多的就業機會和便利的生活環境，但同時也帶來了許多挑戰。主要包括城市居住的經濟成本較高，另外以商業為主的生活方式，對於具有移民背景且生活條件本來就不佳的艾人來說，風險相對農業生活來說太高了，且他們與京族所構成的主流社會之間的文化差異也較大，除了溝通交流上的障礙之外，在生活上也難以保持自己的傳統文化和生活方式，因此大多數的艾人選擇在近郊地區建立聚落。

### 建築形式與建材
傳統建築以田字型房屋和三合院為主，房屋前設有騎樓，屋簷下有雕花裝飾，門楣以及窗上會貼上五福紙，廚房還有牛圈豬圈建立在主屋外。房屋設有曬穀場，而一戶只有一扇門。
艾人建築材料大多取自自然，再經過加工加以利用。傳統建築主要以竹子、泥土、木頭，以及自家建設的磚廠、瓦廠所製作的紅磚和烏瓦片為主。然而，傳統材料在保存修復和保暖防水方面都有一定的限制。隨著社會的演進，近代艾人陸續使用金屬瓦片、水泥等取代了傳統建材。

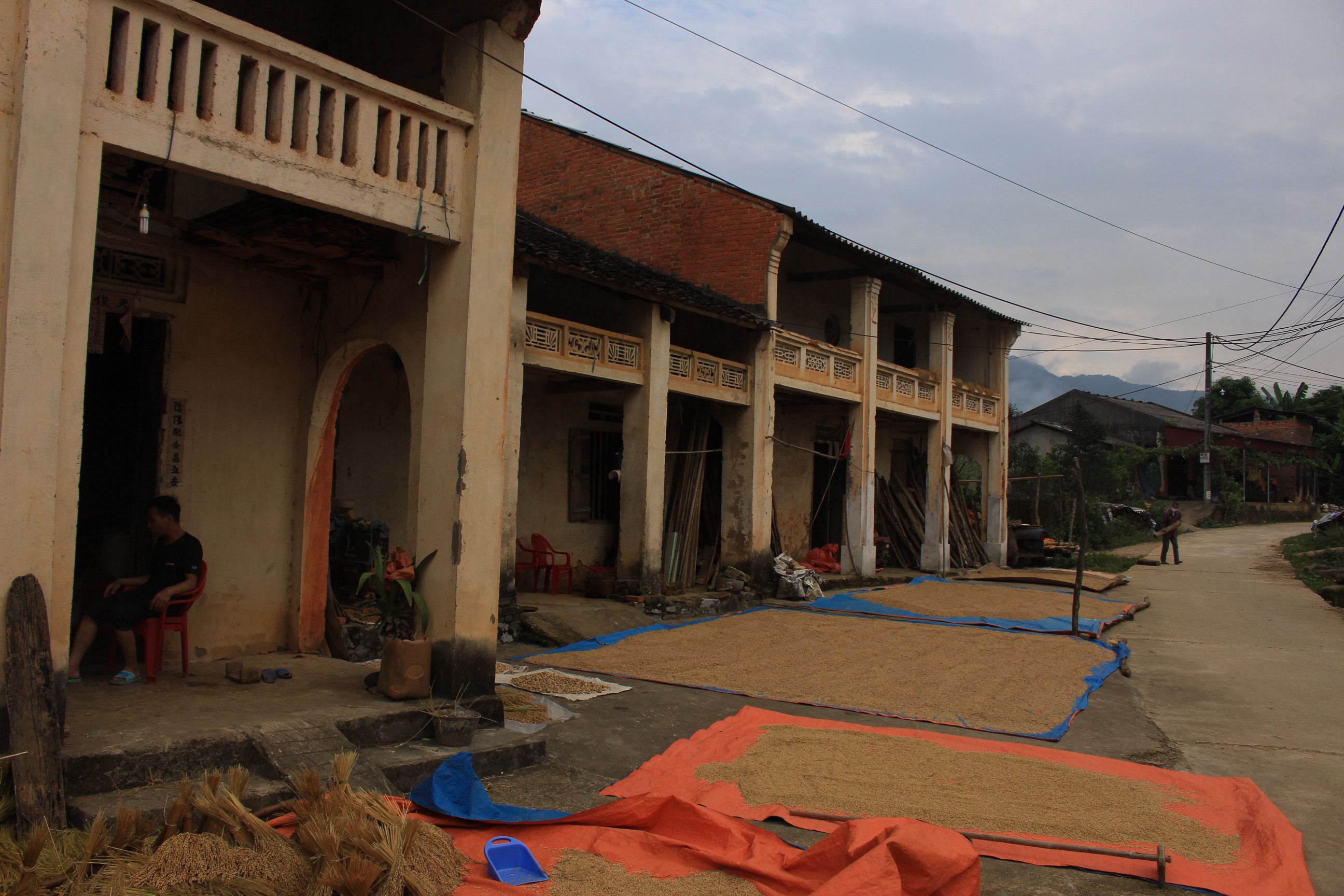
北件憑扣的艾人聚落及傳統民居

傳統建築房屋建造上，艾人會先在泥土地上鋪設石頭作為房子的地基，使房屋的地板稍微高於一般的地面數公分。用來隔絕地面的水氣，或者避開是下雨後造成的積水。接著就會開始架上柱子，並且建造牆面。早期的艾人建築會以竹篾編成竹網，敷上黃土做成編竹夾泥牆。這樣製作的牆面材料成本較低廉，不過卻也容易漏水或是透風，房屋的保暖效果有限。所以艾人也會以泥磚或紅磚砌成牆替代原本的竹篾，並敷上水泥，取代編竹夾泥牆，有的甚至會運用水泥在房屋的圍牆上塑造出漂亮的泥塑花樣。
主屋內設有神龕祭祀祖先，一般用紅紙寫上祖先的名字或是堂號後貼在牆上供俸，神案下則設有龍神的香案，大門邊上則設有門神，有的住宅會在房內貼上東南西北四個方位的龍神還有方位神。

## 文學

### 山歌
艾人的民歌很有特点，稱為山歌（艾語：sán có），山歌情歌是男女青年最爱唱的，他们会用汉字把歌词记下来上以供世代流传。他们的山歌形式多样、内容丰富，日常生活中也可以用山歌對話，當中尤以是男女青年对唱的山歌最為豐富，艾族可以连续唱两三个夜晚，最长的甚至连续唱七八个夜晚，内容并不重复，而歌唱者也不会感到太疲劳。

### 諺語
艾族的谚语也很丰富，一般有生活的总结、告诫，生产经验的教导，也有针砭社会弊端的警言，從採集到的艾族諺語也可以發現，越南艾族的諺語偏向樂天坦然的思維。
例如：
- 月到十五光明少，人到中年萬事休。
- 路逢險處難迴避，事到頭來不自由。
- 人貧不語，水平不流。
- 人生不滿百，常懷千歲憂。
- 惜花須檢點，愛月不梳頭[24]。

## 飲食

艾人菜餚，豬肚炒鹹菜以及爌肉

艾族為農業社會，過去勞動者出汗多，為了補充鹽分以維持體力，因此飲食傾向多油多鹹的重口味菜以增加勞動時的能量，並且好用各式處理過的醃製菜類作為食材入菜。
飲食喜用油炸、鍋炒，主食為米飯，吃剩的米飯會將其作成麵條狀的食品，稱為米乾，也擅長製作各類粄食。
艾人特殊的飲食像是爌肉，影響了當地的山由族、岱依族還有儂族。也成為諒山省的名菜。

## 服飾
當代艾族的服装和越南主体民族（京族）无异。男性不蓄長髮，上半身的衣物穿著襯衫、圓領衫等，下身則是西裝褲、牛仔褲等等。與大多數越南人一樣，喜愛戴銀色金屬項鍊。女性與一般大眾相似，通常穿著自製的無領對扣上衣，並戴上貼耳的金耳環。除了此之外，他们也会利用枝叶和藤条来制造头巾和帽子。
傳統上艾族女性穿著藍染的右衽大襟衫，顏色以黑色以及深藍色為主，近代也有使用市布來縫製，色彩較為鮮豔，下身著長褲而不穿裙子。部分地區的艾族頭上會用棉線以及布疋做成冬天保暖的頭飾，稱為冬頭帕。
男性身著對襟、立領盤扣短掛。

### 越南語
- . Hà Nội, NXB Khoa học Xã hội. 1978. "Dân tộc Hoa": trang 388-395

### 英語
- Grant Evants. . Palgrave Macmillan. 2000. ISBN 9780312236342. Chapter 13: Cross-Border Categories: Ethnic Chinese and the Sino-Vietnamese Border at Mong Cai

## 資源來源
1. ↑  Official data from census of 1999 的存檔，存档日期2012-11-13., file 27.DS99.xls
2. 1 2  Ban chỉ đạo Tổng điều tra dân số và nhà ở trung ương. Tổng điều tra dân số và nhà ở Việt Nam năm 2009: Kết quả toàn bộ. 的存檔，存档日期2012-11-14. Hà Nội, 6-2010. Biểu 5, tr.134-225. Truy cập ngày 10 tháng 2 năm 2011.
3. ↑  .   [2020-01-15]. （原始内容存档于2021-03-09）.
4. ↑  吳云霞、河合洋尚(2018)。〈越南艾人的田野考察分析：海寧客的跨境流動與族群意識〉《八桂僑刊》。2018年12月第4期，頁61-71。
5. ↑  徐俊文(2023)。〈徘徊在中越邊境之間的𠊎人〉。臺北市：國立政治大學。12-17。
6. ↑  原教界編輯部(2014)。〈越南的民族現況〉《原教界》，57，82-87。
7. ↑  张莹莹．广东那霍艾话（𠊎话）的语法特点．中国广东湛江：湛江师范学院人文学院．
8. ↑  徐俊文(2023)。〈徘徊在中越邊境之間的𠊎人〉。臺北市：國立政治大學。317。
9. 1 2 3 4  Phạm Vân Anh. . www.bienphong.com.vn/tim-lai-coi-nguon-nguoi-ngai/. Biên Phòng.
10. 1 2  吳靜宜. . 桃園: 國立中央大學. 2010.01: p.110.
11. ↑  徐俊文(2024年10月26日)。〈「𠊎」與「客」：越南北部細種𠊎的身份認同與客家身份框架的挑戰〉。2024年海外華人研究學會年度研討會，台北市台灣。
12. ↑  徐俊文(2023)。〈徘徊在中越邊境之間的𠊎人〉。臺北市：國立政治大學。307。
13. ↑  Trần Trọng Kim. . Trung Bắc Tân Văn.
14. ↑  徐俊文(2023)。〈徘徊在中越邊境之間的𠊎人〉。臺北市：國立政治大學。305。
15. ↑  世界客報( World Hakka Report). . john380920.blogspot.com/2017/09/blog-post.html. 世界客報( World Hakka Report).
16. ↑  吳雲霞; 河合洋尚. . 八桂僑刊. 2018, (4): 61–71.
17. ↑  越南民族博物館, 河內
18. ↑  徐俊文(2023)。〈徘徊在中越邊境之間的𠊎人〉。臺北市：國立政治大學。326-328。
19. 1 2  .   [2012-08-29]. （原始内容存档于2012-10-19）. 自称客家的越南艾族 中国民族报电子版
20. ↑  博白莎麗文化傳媒. .   [2019-10-21]. （原始内容存档于2019-10-21）.
21. ↑  原教界編輯. . 原教界. 2014, (57): 82-87.
22. ↑  徐俊文(2023)。〈徘徊在中越邊境之間的𠊎人〉。臺北市：國立政治大學。335-336。
23. ↑  徐俊文(2023)。〈徘徊在中越邊境之間的𠊎人〉。臺北市：國立政治大學。331-332。
24. ↑  2019/10/13北件省採集